# Mark Lammert

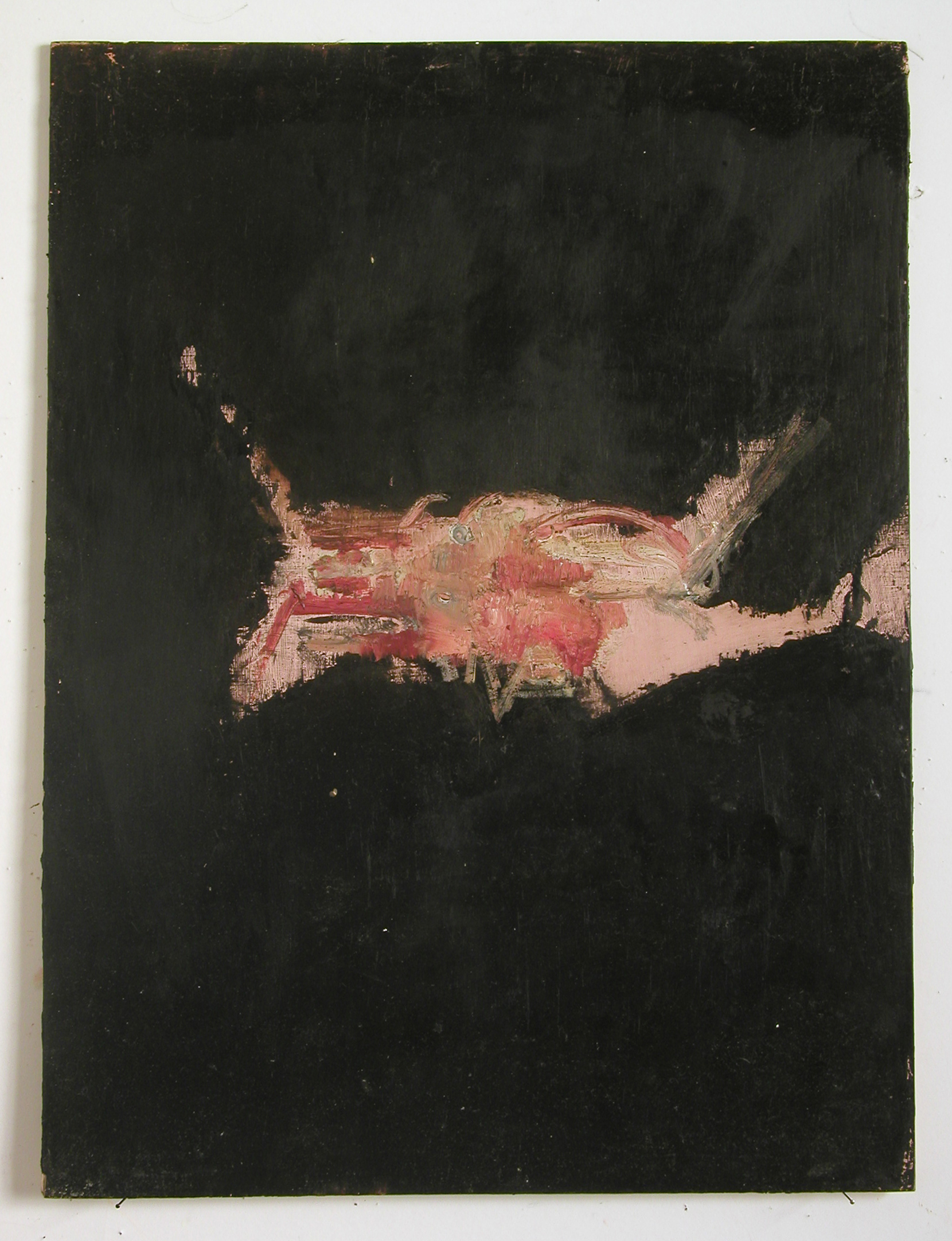
BLACK, 2004, Öl auf Holz

Mark Lammert (* 30. September 1960 in Berlin) ist ein deutscher Maler, Zeichner, Grafiker und Bühnenbildner.

## Leben
1979–86 studierte Lammert bei Heinrich Tessmer Malerei an der Kunsthochschule Berlin-Weißensee und 1989–92 war er Meisterschüler von Werner Stötzer an der Akademie der Künste zu Berlin. Er war bis 1990 Mitglied des Verbands Bildender Künstler der DDR.
1993 schuf er seinen ersten Bühnenraum für Heiner Müllers Inszenierung „Duell-Traktor-Fatzer“ am Berliner Ensemble. In den darauffolgenden Jahren erhielt er Stipendien für Malerei der Senatsverwaltung für Kulturelle Angelegenheiten, Berlin (1994), und der Stiftung Kunstfonds, Bonn (1996), dem er seit 1997 als Kuratoriumsmitglied verbunden war. 1997 folgte ein längerer Arbeitsaufenthalt in Lissabon. Im darauffolgenden Jahr, 1998, erhielt er den Grafikpreis der Kunstmesse Dresden und 1999 den Käthe-Kollwitz-Preis der Akademie der Künste. Er wurde 2000/2001 von der Académie Expérimentale des Théâtres nach Paris eingeladen und 2002 mit dem Eberhard-Roters-Stipendium für Malerei der Stiftung Preußische Seehandlung ausgezeichnet. 2003 verbrachte er als Artist in Residence des Couvent des Récollets, Paris, eine längere Zeit in Frankreich. Seit 2011 ist Lammert Professor für Malerei und Zeichnung an der Universität der Künste, Berlin, und seit 2015 Mitglied der Akademie der Künste.

## Werk

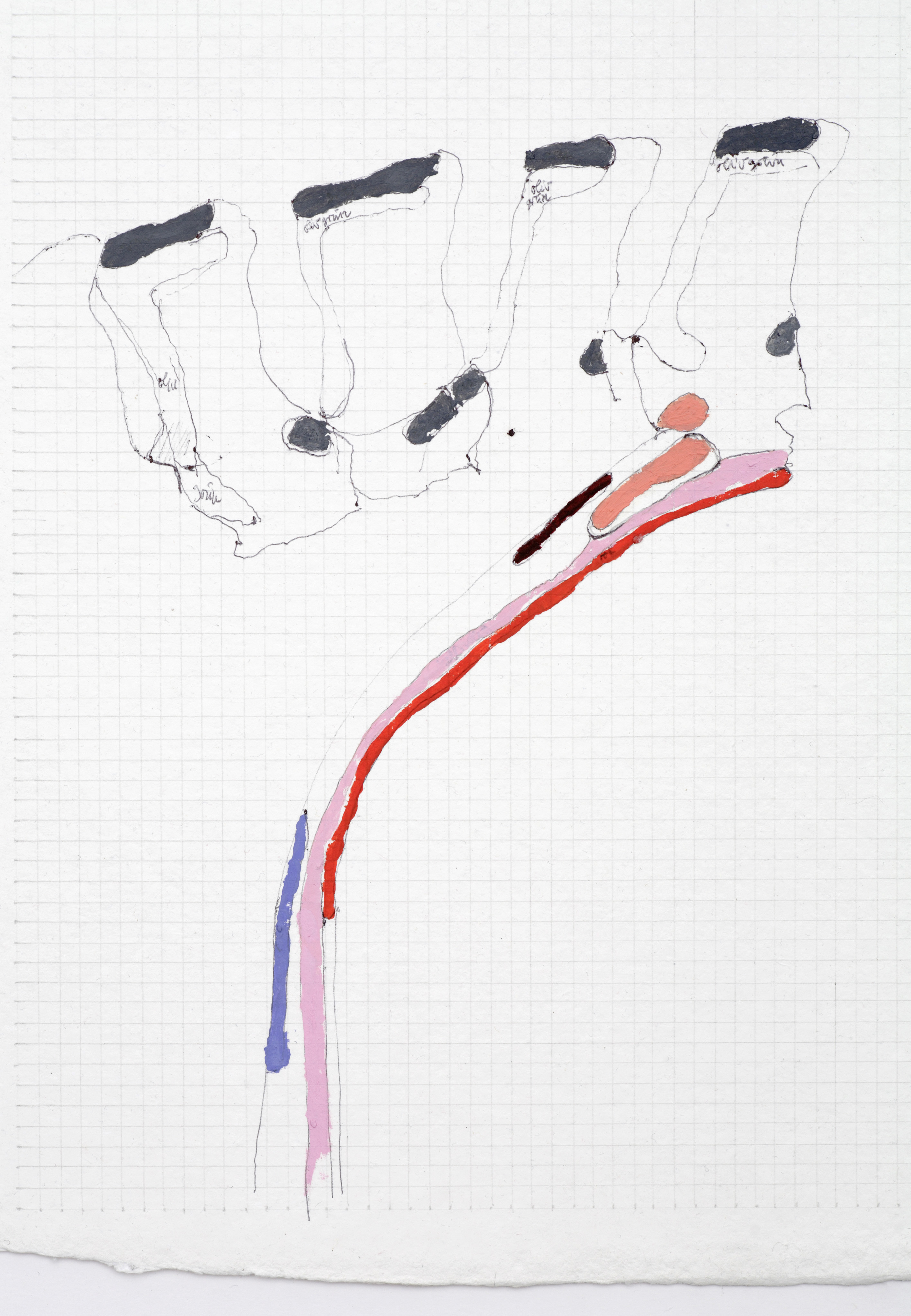
KNOCHEN, 2007, Stift auf Papier

Lammert trat schon früh gleichermaßen mit Malerei und Zeichnungen an die Öffentlichkeit und war in zahlreichen Ausstellungen zur deutschen Kunst (u. a. „Deutschlandbilder“, Martin-Gropius-Bau, Berlin, 1997, und „Art of Two Germanys“, Los Angeles County Museum of Art, 2009) vertreten. Seine Arbeit ist durch ein konzeptionelles Verfahren bestimmt, in denen die Grenzen des Bildnerischen befragt werden. Das betrifft die frühen Porträts (Stephan Hermlin, 1987), die als bildnerische Proteste gegen die Geschichtslosigkeit beschrieben worden sind, wie die Serien in Malerei, Zeichnung und Grafik: angefangen von den frühen Gruppenbildern der Wartenden (1983–88) über die gefrorenen weißen Akte und Schlachtenbilder bis hin zu der Grafikfolge „Kinne“ (1993), die das Klischee Heiner Müller außer Kraft setzen.
In seiner großformatigen Bilderserie „Alliiert“, 1994–1995, die er mit Rottönen auf Rückseiten von Landkarten palimpsestartig aufträgt, wird zunehmend sein Prinzip der Reduktion von Fragmenten menschlicher Figuren deutlich. Er beginnt mit unterschiedlichen Arbeitsgründen zu experimentieren, Buchkassetten zu bearbeiten und feine Liniennetze als Quadratur über Zeichnungen auf grobes Papier zu legen. Seit 1998 hat er sich bewusst den kleinen Bildformaten zugewandt, die er zu Tableaus erweitert. In der Verknappung wird die Balance zwischen Fleischlichem und Skelett, Gerüst und Materie, Linie und Farbe aber auch zwischen Bild und polyvalenten Zeichen gehalten. Die Reduktion erfasst hier nicht nur die figürlichen Spuren des Körperlichen, sondern auch die Farbe der Hintergründe, auf denen die Farbflecke wie Verletzungen aufscheinen. „Armbrust“ (1997–1999), „Hüllen“ (1998–1999), „Brust-korb“ (1998–2000) und „Weiß“ (2001–2003) sind auf weiße und „Passion“ (2001–2002) und „Schwarz“ (2002–2004) auf nuancierte dunkle Hintergründe gesetzt. Zunehmend öffnen sich die Farbstimmungen („Floaters“, 2005–2009), wobei die Relationen von Grund und Bildelement verändert werden und sich wie bei den Schreibarbeiten in ihrer Zusammenstellung ins Ornamentale wenden.

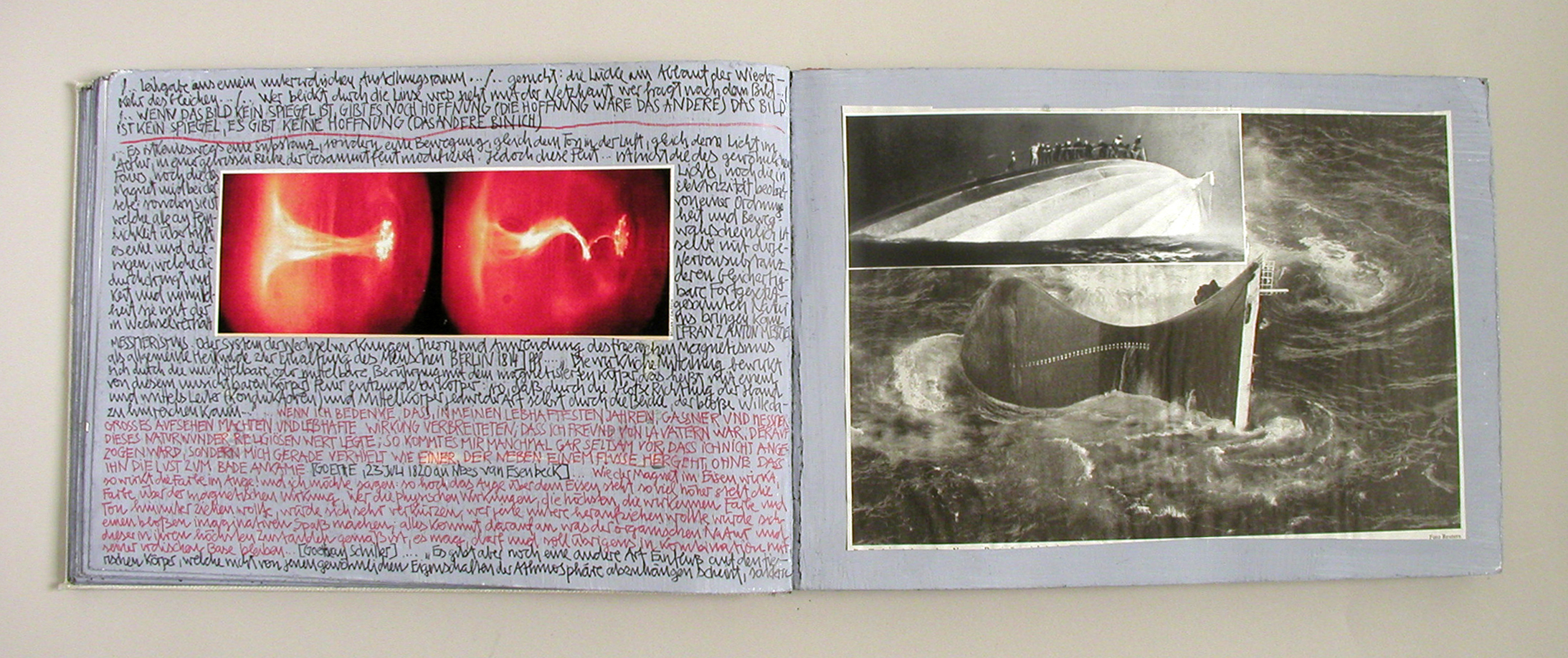
Seite aus einem Arbeitsbuch, 2005

Daneben ist ein umfangreiches druckgrafisches Werk entstanden, bei dem z. T. alte lithografische Vorlagen collageartig in die Bildfindungen einbezogen werden. Seit den 80er-Jahren sammelt Lammert darüber hinaus sein Material in Arbeitsbüchern, die einen parallelen Arbeitsraum bilden und in der Medienreflexion den politischen Kontext vorführen, in dem sein Werk entsteht. Neben Collagen, Fotos und Zeichnungen, die oftmals Repräsentationstechniken des Gewaltsamen offenlegen, sind diese Bücher auch gefüllt mit schriftlichen Notaten und Exzerpten aus den unterschiedlichsten theoretischen Texten. Visuelles wird mit Verbalen verschränkt. In den „Risse“ betitelten Arbeiten (2004) wird das handschriftliche Kopierverfahren erstmals dazu verwendet, Bilder zu erschaffen, die gleichermaßen Text und Zeichnung sind und durch Aussparungen innerhalb der Textblöcke Formen und Figuren freigeben. Zunehmend werden diese Notate fragmentiert und kartographiert, so in den „Knochen“ (2006/07), in denen farbige, freischwimmende Felder in linearen Umrissen als Dokumente der farblich markierten Wachstumsstadien aus der tierkundlichen Sammlung des Musée Fragonard, Paris, mit Textauszügen konfrontiert werden.
Durch seine Zusammenarbeit mit Heiner Müller seit 1991 („Aus dem Totenhaus“, 1990; „Blockade“, 1991; Totenzeichnungen 1995) begann Lammert Bühnenräume zu schaffen, in denen er die Materialität seiner Malerei ins Räumliche überträgt. Die mitunter nur durch herunterfallende farbige Tücher (Germania 3, 1996) oder durch eine sich drehende Wand strukturierten Räume (Perser, 2006) werden zu Mitspielern und sind als Dramaturgiemaschinen bezeichnet worden.
Mark Lammert ist Mitglied im Deutschen Künstlerbund.

## Arbeiten (Auswahl)

### Einzelausstellungen

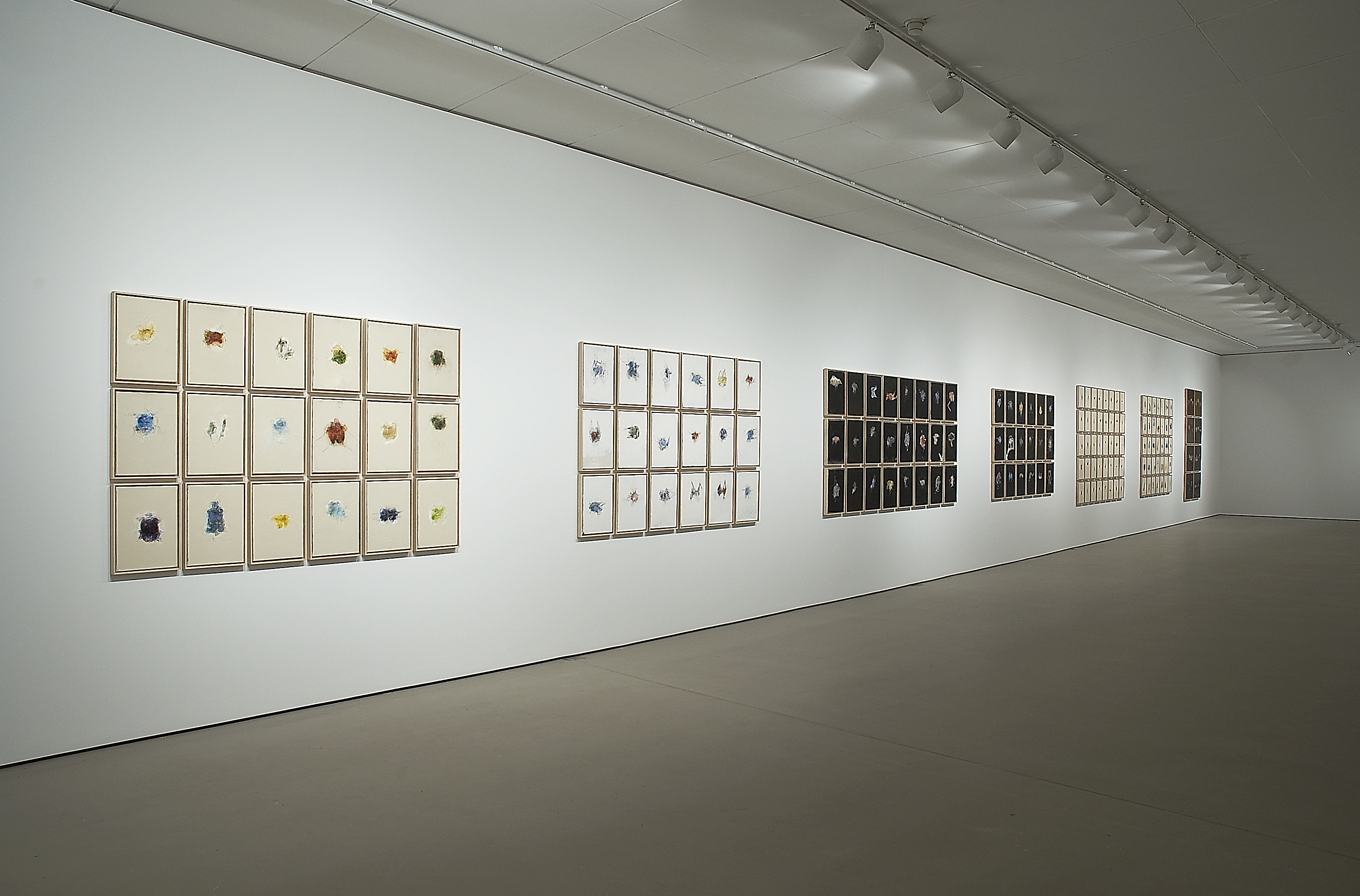
Ausstellung im Centro Arte Moderna,“Fragment d’Espace”, Fundação Gulbenkian, Lissabon, 2005

- 1991 und 1993, Galerie Rotunde, Altes Museum, Staatliche Museen zu Berlin, Berlin (Katalog);
- 1995 Kunsthalle Rostock (Katalog);
- 1996 Kunstmuseum Kloster Unser Lieben Frauen, Magdeburg (Katalog);
- 1998 galerie refugium, Berlin;
- 1999 Käthe Kollwitz Preis, Akademie der Künste, Berlin (Katalog);
- 2000 Kunstkabinett am Goetheplatz, Stadtmuseum Weimar;
- 2001 „Arbeitsbücher und Serien“, Kunstsammlung Neubrandenburg;
- 2002 Kunstraum, Les Subsistances, Lyon;
- 2004 „Risse“, fruehsorge – Galerie für Zeichnung, Berlin;
- 2005 „Fragment d’Espace“, Centro de Arte Moderna, Fundação Calouste Gulbenkian, Lissabon (Katalog);
- 2006 „Ausgewählte Zeichnungen“, Berlinische Galerie, Landesmuseum für moderne Kunst, Fotografie und Architektur, Berlin (Katalog);
- 2007 „One Stepp beyond“ (mit Greg Stone), fruehsorge – Galerie für Zeichnung, Berlin;
- 2010 „beauty is booty“, fruehsorge – Galerie für Zeichnung, Berlin;
- 2010 „Malerei 1997-2010“, Guardini Galerie, Berlin

### Gruppenausstellungen

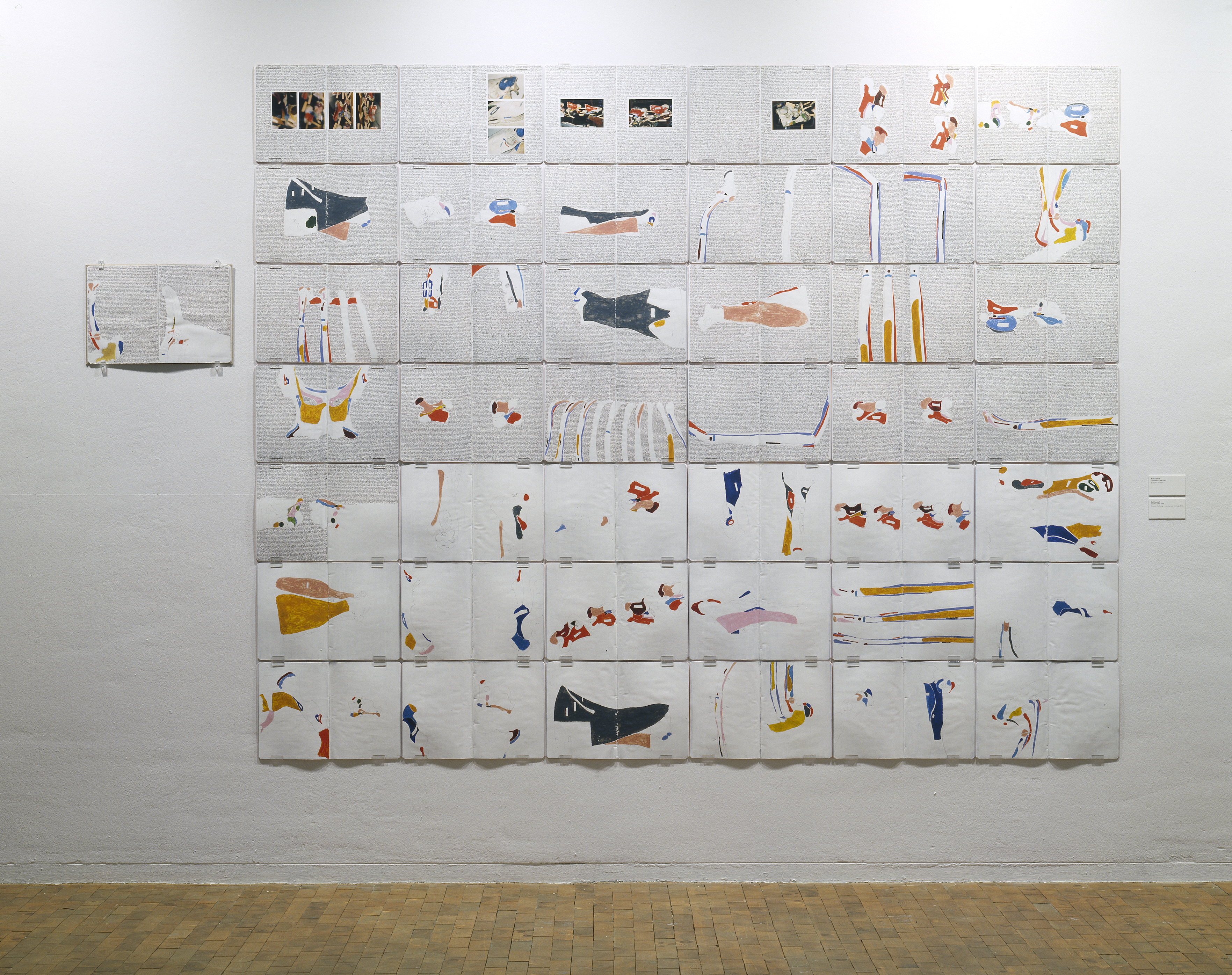
Ausstellung Notation, Berlin/Karlsruhe, 2008/2009

- 1986 und 1989 Bezirkskunstausstellungen, Berlin
- 1986 und 1989 Erste und Zweite „Ausstellung Berliner Junger Künstler“, Berlin, Ausstellungszentrum am Fernsehturm
- 1987/1988 X. Kunstausstellung der DDR, Dresden
- 1989 „1. Quadrinale – Zeichnungen der DDR“, Museum der bildenden Künste, Leipzig;
- 1991 „Vice Versa“, Frans-Hals-Museum, Haarlem;
- 1992 „Turning Points – East German Art in Revolution“, Northern Gallery for Contemporary Art, Sunderland u. a.;
- 1993 „Akademie 93“, Berlin;
- 1995 „Scharfer Blick – Der Deutsche Künstlerbund in Bonn“, Kunst- und Ausstellungshalle der Bundesrepublik Deutschland, Bonn;
- 1996 „Zeichnen“, Der Deutsche Künstlerbund, Germanisches Nationalmuseum, Nürnberg;
- 1996 „Das szenische Auge“, Institut für Auslandsbeziehungen, Berlin, Neu-Delhi u. a.;
- 1997 „respondem“, Exhibition Centre, Centro Cultural de Belém, Lissabon;
- 1997 „deutschlandbilder“, Martin-Gropius-Bau, Berlin;
- 2000 „Kabinett der Zeichnung“, Kunstverein Düsseldorf u. a.;
- 2002 „Wahnzimmer – Kunst und Kultur der achtziger Jahre in Deutschland“, Museum der Bildenden Künste, Leipzig, und Museum Folkwang, Essen;
- 2003 „Warum!, Bilder diesseits und jenseits des Menschen“, Martin-Gropius-Bau, Berlin;
- 2003 „Kunst in der DDR“, Neue Nationalgalerie, Berlin;
- 2008/2009 „Notation. Kalkül und Form in den Künsten“, Akademie der Künste Berlin, und ZKM, Karlsruhe;
- 2009 „Art of Two Germanys“, Los Angeles County Museum of Art, Los Angeles;
- 2009 „Zeigen“, Temporäre Kunsthalle, Berlin;
- 2010 „Je mehr ich zeichne/Zeichnung als Weltentwurf“, Museum für Gegenwartskunst, Siegen;
- 2012/2013 „Abschied von Ikarus“, Neues Museum, Weimar
- 2015 „Meisterspiel“, Strawalde + Mark Lammert, Galerie Born, Berlin[2]

### Bühnenräume
- 1993 für Heiner Müller, „Duell-Traktor-Fatzer“ (Müller/Brecht), Berliner Ensemble, Berlin;
- 1995 für Heiner Müller, „Germania 3“ (Müller), Berliner Ensemble, Berlin;
- 1995 für Josef Szeiler, „Philoktet“ (Müller), Berliner Ensemble, Berlin;
- 1997 für Jean Jourdheuil, „Germania 3“ (Müller), Lissabon;
- 2003 für Jean Jourdheuil, „La Finta giardiniera“ (Mozart), Staatsoper Stuttgart;
- 2004 für Jean Jourdheuil, „Michel Foucault, chose dites, choses vues“, Festival d’Automne, Paris;
- 2005 für Jean Jourdheuil „Idomeneo“ (Mozart), Staatsoper Stuttgart;
- 2006 für Dimiter Gotscheff, „Die Perser“ (Aischylos/Müller), Deutsches Theater Berlin;
- 2007 für Dimiter Gotscheff, „Die Hamletmaschine“ (Müller), Deutsches Theater, Berlin;
- 2009 für Dimiter Gotscheff, „Die Perser“ (Aischylos), Epidauros/Griechenland;
- 2009 für Dimiter Gotscheff, „Prometheus“ (Aischylos/Müller), Volksbühne, Berlin;
- 2009 für Volker Schlöndorff, „Und das Licht scheint in der Finsternis“ (Tolstoi), Berlin/Moskau;
- 2009 für Jean Jourdheuil, „Philoktet“ (Sophokles/Müller), Théâtre de la Ville, Paris;
- 2009 für Dimiter Gotscheff, „Oedipus Tyrann“ (Sophokles/Hölderlin/Müller), Thalia Theater, Hamburg;
- 2010 für Dimiter Gotscheff, „Die Chinesin“ (Godard), Volksbühne, Berlin;
- 2011 für Reinhild Hoffmann, „Exercices du silence“, Staatsoper, Berlin;
- 2011 für Dimiter Gotscheff, „Medeamaterial“ (Müller), Deutsches Theater, Berlin
- 2014 für Ivan Panteleev / Dimiter Gotscheff, „Warten auf Godot“ (Beckett), Deutsches Theater, Berlin

### Öffentliche Sammlungen
- Stiftung Preußischer Kulturbesitz, Kupferstichkabinett, Sammlung der Zeichnung, Berlin
- Berlinische Galerie, Landesmuseum für moderne Kunst, Fotografie und Architektur, Berlin
- Museum der bildenden Künste, Leipzig
- Staatliches Lindenau-Museum, Altenburg
- Staatliche Kunstsammlungen, Dresden
- Staatliches Museum, Schwerin
- Sammlung Ann und Werner Kramarsky, New York
- Kunstsammlung der Akademie der Künste, Berlin
- Sammlung Deutsche Bank, Frankfurt a. M.

## Preise
- 1996: Wilhelm-Höpfner-Preis der Winckelmann-Gesellschaft, Stendal;
- 1998: Grafik-Preis der Kunstmesse Dresden;
- 1999: Käthe-Kollwitz-Preis der Akademie der Künste, Berlin;
- 2002: Eberhard-Roters-Stipendium der Stiftung Preußische Seehandlung, Berlin;
- 2003: Artist in residence, Centre International „Les Recollets“, Paris